# Basra
Basra (arabisch البصرة, DMG al-Baṣra; auch Basrah oder Bassora) ist eine Stadt im Süden des Irak. Sie liegt am Schatt al-Arab etwa 100 Kilometer entfernt von dessen Mündung in den Persischen Golf und ist die wichtigste Hafenstadt des Landes. Basra ist Hauptstadt der an die iranische Provinz Chuzestan grenzenden Provinz Basra und nicht zuletzt wegen der Erdölindustrie die bedeutendste Stadt im mehrheitlich von Schiiten bewohnten Südirak. Sie ist eine der ersten Städte, die von den Arabern nach der Eroberung des Vorderen Orients gegründet wurden.

## Etymologie
Der Name Basra stammt vermutlich vom arabischen al-Basrah, was das Überblickende oder die alles Sehende bedeutet. Die Namensgebung zeigt die militärische Bedeutung für die Araber. Andere Quellen behaupten, dass das Wort vom persischen Bas-rāh oder Bassorāh abstammt, was wo sich viele Wege treffen bedeutet. In mittelalterlichen europäischen Quellen wurde die Stadt Balsora genannt.

## Bevölkerung

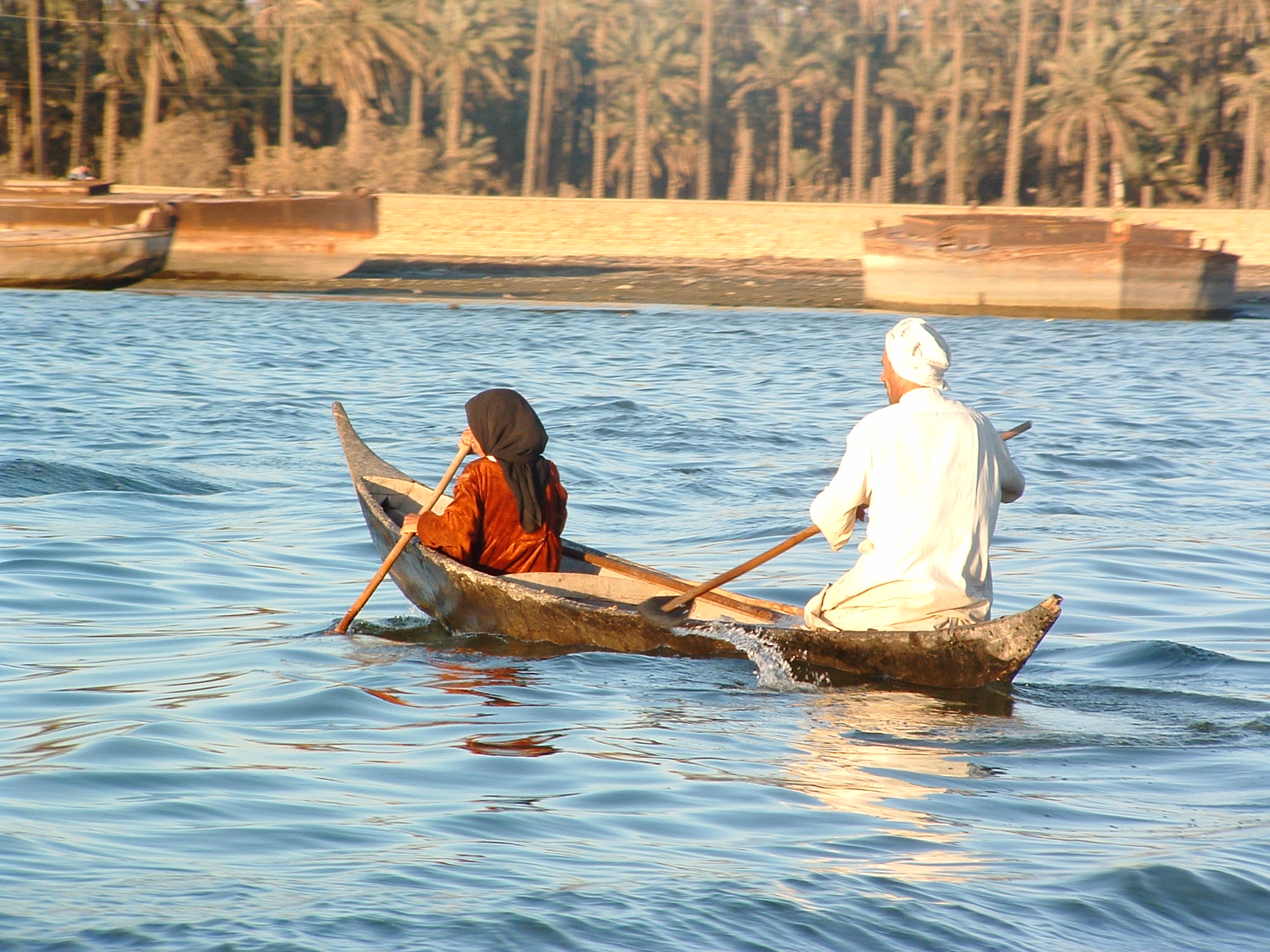
Boot auf dem Schatt el Arab in Basra

Mit 1.914.205 Einwohnern (Berechnung 2010) ist sie nach Bagdad und Mosul die drittgrößte Stadt des Irak. Nahezu alle Einwohner sind Araber. Über 95 % der Einwohner sind Muslime, davon über 86 % Schiiten und 9 % Sunniten und kleinere Minderheiten wie Christen und Mandäern 5 %.

## Geographie
Basra liegt im Südirak am Persischen Golf an der Schatt al-Arab-Wasserstraße und ist 55 Kilometer vom Persischen Golf sowie 545 Kilometer von Bagdad entfernt. Die Stadt hat einen internationalen Flughafen.

## Klima
Mit Durchschnittstemperaturen von +40 °C im Sommer und +12 °C im Winter ist die Gegend um Basra eine der heißesten der Welt.
- Mittlere Juli-Temperatur: +38,5 °C
- Mittlere Januar-Temperatur: +12,0 °C
- Höchste je gemessene Temperatur: +53,8 °C am 22. Juli 2016 (eine der höchsten je auf dem Planeten gemessenen Temperaturen)
- Tiefste je gemessene Temperatur: −1,2 °C am 29. Dezember 2006

## Wirtschaft
Die Gegend um Basra ist eine wichtige Erdölförderregion, die Stadt selbst beherbergt Erdölraffinerien (mit einer Kapazität von 140.000 Barrel pro Tag) und chemische Industrie. Die Erdölfelder um Basra verfügen über 64 % der irakischen Erdölreserven. Gleichzeitig ist die Gegend um Basra eine fruchtbare Landwirtschaftsregion; es werden unter anderem Datteln, Reis, Mais, Gerste, Hirse und Weizen im Winter angebaut (der Sommer ist hierfür zu trocken und zu heiß).

## Infrastruktur
Im Hafen von Basra wird 2019 ein neues Containerterminal in Betrieb genommen.
Der Flughafen Basra liegt im Westen der Stadt.
In Basra endet die Bahnstrecke Bagdad–Basra, die im Personenverkehr mehrmals pro Woche bedient wird. Die irakische und die iranische Regierung vereinbarten 2021, eine erste Bahnstrecke zwischen den beiden (früher erbittert verfeindeten) Ländern zu bauen. Die Arbeiten begannen Anfang September 2023 und sollen 18 bis 24 Monate dauern. Die 32 km lange Neubaustrecke führt von Basra über die Grenzstation Tschalamdscha (Shalamche) etwa ostwärts nach Iran. Dazu gehören der Bau einer Brücke über den Fluss Schatt al-Arab und die Räumung von Minen im Grenzgebiet.

## Kultur und Bildung
Die Stadt verfügt über eine eigene Universität Basra.

## Geschichte

### Mittelalter

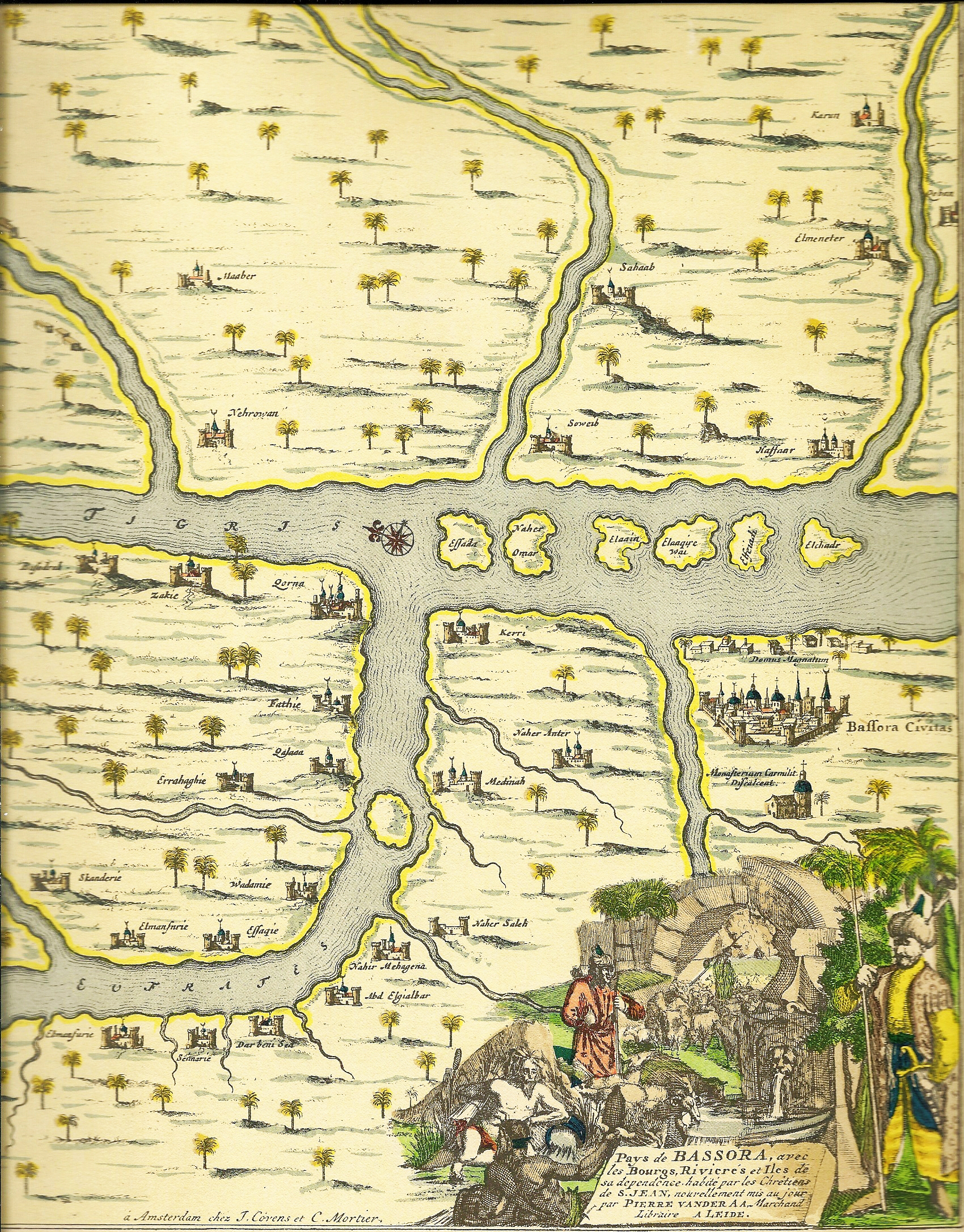
Basra (rechts am Rand als Bassora civitas) auf einer europäischen Karte des 17. Jahrhunderts

Im Jahr 638 wurde auf Geheiß des Kalifen ʿUmar ibn al-Chattāb an der Stelle der alten persischen Siedlung Vaheštābād Ardašīr von General Utba ibn Ghazwan ein Militärstützpunkt und Handelsplatz gegründet. Die Araber benutzten den Stützpunkt, um von hier aus das Sassanidenreich zu bekämpfen. Um dieses Lager bildete sich die Stadt Basra.
Am 9. Dezember des Jahres 656 trafen bei Basra die verfeindeten Anhänger des vierten Kalifen und Schwiegersohns des islamischen Propheten Mohammed, ʿAlī ibn Abī Tālib, und dessen Gegner aufeinander, die Alis Anspruch auf das Kalifat bestritten. Die als Kamelschlacht in die Geschichte eingegangene Schlacht endete mit einem Sieg der Partei Alis. Bis Ende der 670er Jahre gaben in Basra Angehörige des arabischen Stammesverbandes der Tamīm sowie qaisitische Gruppen den Ton an, dann kam es durch Einwanderung der Azd zu einer Kräfteverschiebung. Während des Zweiten Bürgerkriegs (683–691) gehörte Basra zum Herrschaftsgebiet von ʿAbdallāh ibn az-Zubair, der zunächst den Mekkaner ʿAbdallāh ibn al-Hārith und dann seinen eigenen Bruder Musʿab ibn az-Zubair zum Statthalter über die Stadt ernannte.
Im frühen 8. Jahrhundert wirkten in Basra die einflussreichen islamischen Rechtsgelehrten Dschābir ibn Zaid († zw. 711 und 723), al-Hasan al-Basrī (642–728) und Qatāda ibn Diʿāma († 735/6). 720 brachte der arabische Militärführer Yazīd ibn al-Muhallab die Stadt in seine Hand und führte von ihr aus einen Aufstand gegen die Umayyaden durch. Die Stadt blieb aber weiter ein wichtiges Gelehrtenzentrum. Einer der wichtigsten Hadith-Gelehrten Basras um die Mitte des 8. Jahrhunderts war ʿAbdallāh ibn ʿAun († 768). Viele bekannte Rechts- und Traditionsgelehrte aus anderen Städten und Regionen, darunter al-Auzāʿī († 774), Sufyān ath-Thaurī († 778) und Yazīd ibn Hārūn († 821), kamen zum Studium nach Basra. Gleichzeitig fungierte die Stadt als Missionszentrum der ibaditischen Bewegung. Ihren kulturellen Höhepunkt erreichte Basra im 9. Jahrhundert, als hier die theologisch-philosophische Strömung der Muʿtazila ihr Zentrum hatte. Ihr gehörten auch Literaten wie al-Dschāhiz (776–869) an. Im folgenden Jahrhundert war die Stadt das Zentrum der „Brüder der Reinheit“ (arabisch Ikhwan as-Safa, اخوان اصفاء), einer philosophisch-religiösen geheimen Bruderschaft, deren Enzyklopädie Einfluss auf die islamische Wissenschaft hatte. In Basra wirkte auch al-Hariri (1054–1122), ein arabischer Dichter und Grammatiker, der durch seine Makamen bekannt wurde.
Bis zur Invasion der Mongolen unter Hülegü im 13. Jahrhundert war Basra ein florierendes Handelszentrum und eine Metropole. Seitdem verlor die Stadt immer mehr an Bedeutung. Der Reisende Ibn Battūta fand die Stadt im 14. Jahrhundert größtenteils verfallen vor. Nach den Ilchanen herrschten verschiedene Dynastien über Basra, wie beispielsweise die Dschalairiden, die Safawiden und seit dem 16. Jahrhundert die Osmanen. Afrasiyab († 1624), ein lokaler Großgrundbesitzer, lavierte zwischen Safawiden und Osmanen, knüpfte Kontakte zu den Portugiesen und konnte ab 1612 eine weitgehend selbständige Herrschaft über Basra errichten. Seine Nachfolger Ali und Hussein beherrschten die Stadt noch bis 1668, ehe sie wieder von den Osmanen unterworfen wurde, die 1639 mit den Safawiden Frieden geschlossen hatten. Von 1697 bis 1701 befand sich Basra aber wieder unter Kontrolle der Safawiden.

### Neuzeit

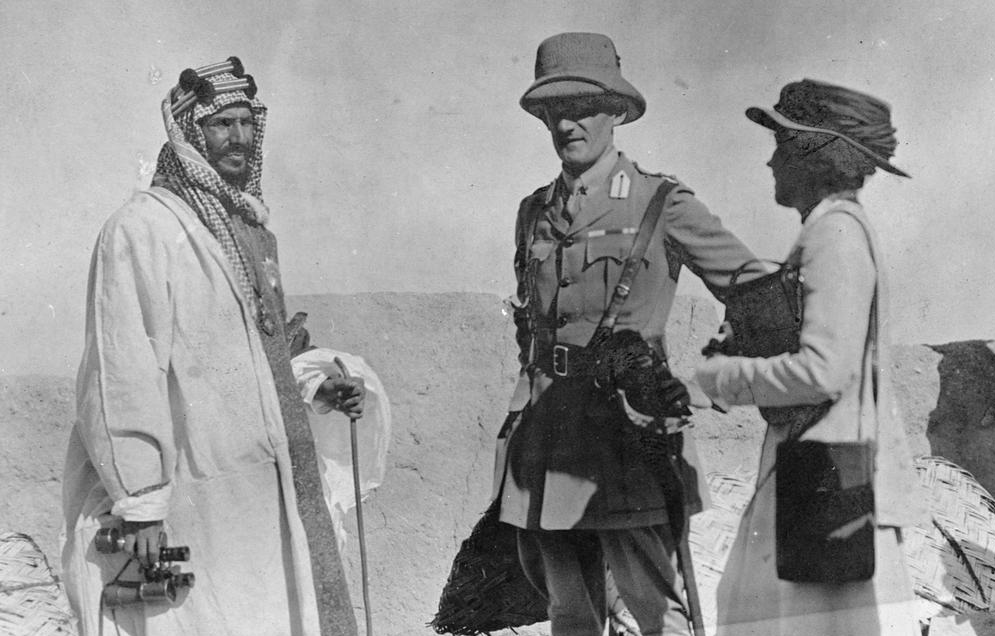
Während der Arabischen Revolte: Gertrude Bell bei einem Treffen mit dem späteren König Ibn Saud und dem Oberbefehlshaber der Briten in Basra, Sir Percy Cox, 1916

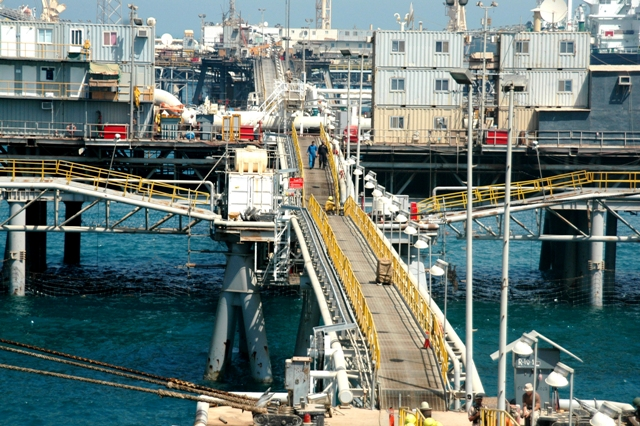
Der Al Basrah Ölterminal (ABOT), Juni 2007

Im 18. Jahrhundert wurde wenige Kilometer von der alten Stadt entfernt die neue Stadt Basra neu gegründet. Die Überreste des alten Basra und des Stützpunktes liegen außerhalb der Stadt und sind in Form eines Hügels zu erkennen. Nach langer, letztlich erfolgreicher Belagerung eroberten Truppen des persischen Herrschers Karim Khan-e Zand 1776 die Stadt, doch fiel sie bereits 1779 wieder an das von Sultan Abdülhamid I. regierte Osmanische Reich zurück. 1787 wurde Basra von arabischen Streitkräften besetzt, aber vom Pascha von Bagdad wieder eingenommen und behauptet. 1815 verteidigten die Türken die eingeschlossene Stadt mit Erfolg gegen die Wahhabiten durch den Sieg der ägyptischen Truppen unter Ibrahim Pascha. Nachdem Basra seit 1832 in den Händen von Muhammad Ali Pascha, Vizekönig von Ägypten, gewesen war, kam es infolge des Einschreitens europäischer Großmächte 1840 wieder unter die Herrschaft des türkischen Sultans. Basra blieb bis zum Ersten Weltkrieg osmanisch und wurde im November 1914 von Großbritannien besetzt. 1913 entstand in Basra unter den örtlichen Juden eine zionistische Gruppe mit knapp 12 Mitgliedern und eigener Schule.
Die britischen Besatzer modernisierten die Stadt und ließen 1937 den Marinehafen errichten, worauf Basra zur wichtigsten Hafenstadt des Irak wurde. Im Zweiten Weltkrieg war Basra wichtiger Umschlagplatz für Unterstützungsgüter der Westalliierten an die Sowjetunion. Zum Ende des Krieges hatte Basra 93.000 Einwohner.
1964 wurde die Universität von Basra gegründet. Die Zahl der Einwohner erreichte 1977 etwa 1,5 Millionen, fiel danach jedoch während des Ersten Golfkrieges zwischen dem Irak und Iran möglicherweise auf bis zu 400.000 Einwohner. Während dieses Krieges war Basra hart umkämpft und wurde mehrfach von iranischem Gebiet aus beschossen, fiel aber nie in die Hände der Iraner.
Im Zweiten Golfkrieg 1991 wurde Basra durch Luftangriffe der Alliierten erneut stark zerstört.
Nach dem Krieg war Basra Zentrum der Revolte der südirakischen Bevölkerung gegen Saddam Hussein. Der Aufstand brach am 2. März 1991 aus und basierte auf dem Versprechen der Bush-Regierung, Saddam Hussein zu stürzen. Nachdem die Aufständischen aber keine Unterstützung von den Alliierten erhalten hatten, starben in Basra mindestens 3000 Menschen.
Im Dritten Golfkrieg 2003 war Basra erneut einer der wichtigsten Kriegsschauplätze. Britische Verbände hielten seitdem die Stadt besetzt. Insbesondere 2006 und 2007 kam es zu heftigen Aufständen in der Stadt. Die Briten verfügten dort während dieser Zeit über ein Bataillon eigener Truppen, dazu die irakische Armee und die irakische Polizei, wobei insbesondere viele Polizisten die Aufständischen unterstützten. Im Februar 2007 kam ein britischer oder irakischer Soldat auf 370 Einwohner von Basra, was für die Aufstandsbekämpfung als viel zu wenig angesehen wurde.  Anfang September 2007 gaben die britischen Streitkräfte ihren Stützpunkt im Palast von Basra auf und zogen sich zunächst zum Flughafen der Stadt zurück. Ende 2007 wurde Basra wieder den irakischen Behörden übergeben. Seitdem haben sich Anhänger des Schiiten-Führers Muqtada as-Sadr und die irakischen Regierungstruppen wiederholt heftige Kämpfe um den wichtigen Erdölhafen geliefert.
Innerhalb der ersten zwei Jahrzehnte des 21. Jahrhunderts entwickelte sich eine Umweltkatastrophe bzw. Wasserkrise (Wassermangel und Wasserverschmutzung) im Irak, die 2018 in Basra ihren vorläufigen Höhepunkt fand. Grund für den Wassermangel ist, dass die zwei großen Flüsse, Euphrat und Tigris, weniger Wasser führen seitdem die Türkei 20 Staudämme an ihnen errichtet hat. Dieser Wassermangel, der außerdem durch zunehmende Dürre- und Hitzeperioden wie auch marode Leitungen und illegale Brunnen verschärft wird, trug wiederum zur Verschlechterung der Wasserqualität bei, weil durch die geringere Menge an Wasser die Konzentration des giftigen Schmutz- und Abwassers in den Flüssen zunahm. Im Irak gibt es kaum Abwassersysteme bzw. Filter- und Kläranlagen, weshalb die Abwässer von privaten Haushalten und öffentlichen und privaten Betrieben ungefiltert in die Flüsse und Kanäle gelangen. Durch die Wasserverschmutzung wurden alleine während des Sommers 2018 bei Basra, wo sich viele Flüsse des Irak vereinen, 118.000 Einwohner krank. Es folgten wochenlange, teils gewaltsame Proteste. In Basra entwickelte sich durch die Wasserverschmutzung, die durch eine Vermüllung noch verstärkt wird, außerdem eine Algenpest.

## Partnerstädte
- Baku, Aserbaidschan
- Detroit, Vereinigte Staaten
- Dubai, Vereinigte Arabische Emirate
- Venedig, Italien

## Söhne und Töchter der Stadt
- Al-Hasan al-Basrī (642–728), islamischer Theologe und Sufi (geboren in Medina)
- Rabia al-Adawiyya al-Qaisiyya (714–801), Sufistin
- Khalifa ibn Khayyat (ungefähr 776–ungefähr 854), Chronist
- Alhazen (965–1040), Mathematiker und Physiker
- Abu Kalidschar (1009–1048), buyidischer Herrscher
- al-Hariri (1054–1122), arabischer Dichter und Grammatiker
- Benjamin Ben-Eliezer (1936–2016), israelischer General und Politiker
- Paul Méfano (1937–2020), französischer Komponist und Musikpädagoge
- Michael Mingos (* 1944), indischstämmiger britischer Chemiker
- Laith A. Jawad (* 1948), irakisch-neuseeländischer Meeresbiologe
- Mustafa al-Saamah (* 1995), Diskuswerfer